# 토리코스 극장
토리코스 극장(그리스어: Αρχαίο Θέατρο Θορικού)은 라브리오 (Lavrio) 북쪽에 위치한 그리스 아티카의 토리코스 (Thorikos) 데모 에있었던 고대 그리스 극장이다. 그것은 알려진 가장 오래된 그리스 극장 중 하나이며 기원전 525-480년경에 지어졌다. 극장은 전형적인 반원 대신 길쭉한 형태로 디자인이 특이한 점이다.

## 역사

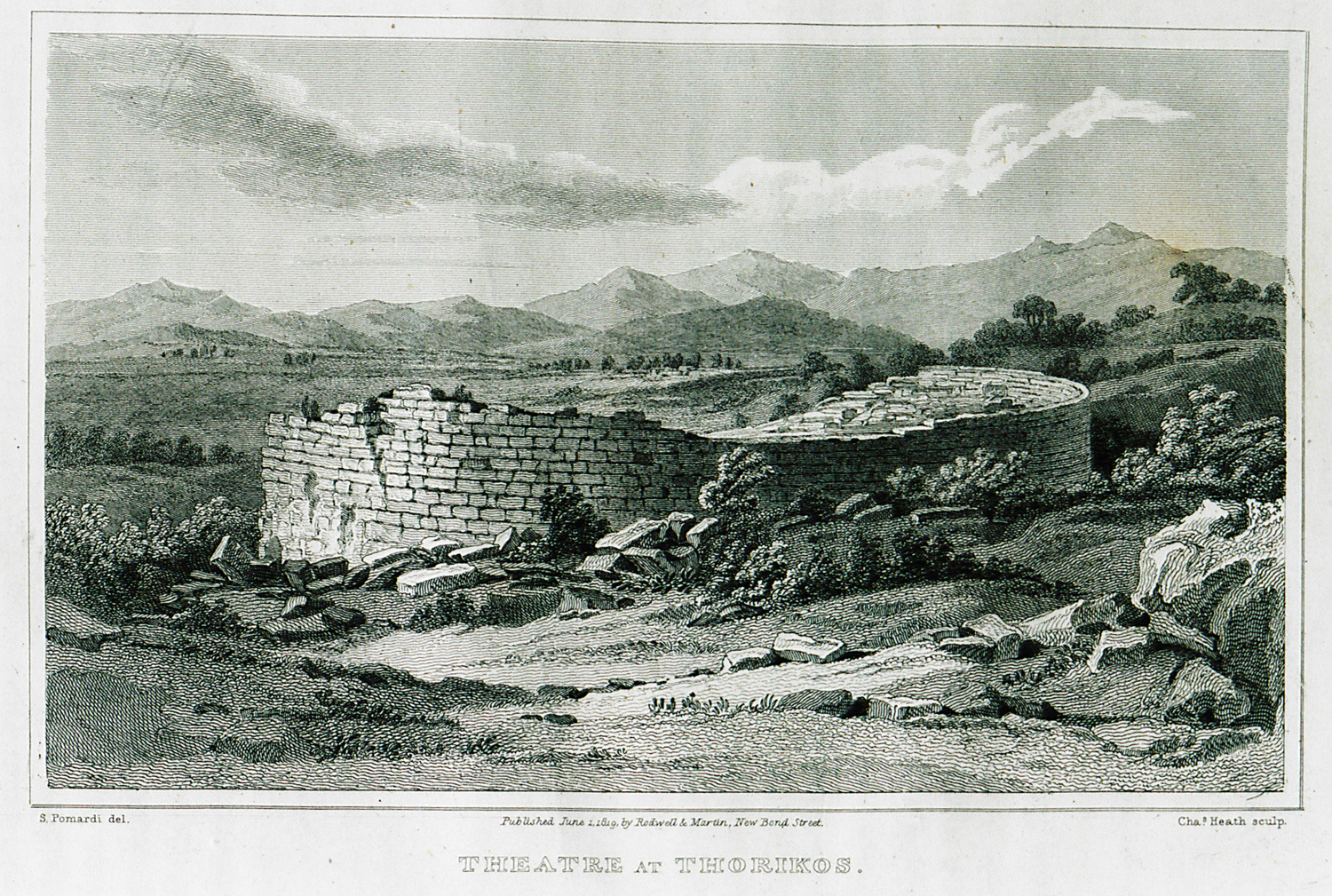
1819년 토리코스 극장

토리코스 극장은 여러 단계로 지어, 첫 번째 건설 단계는 기원전 525-480년경 고풍 시대 말까지 거슬러 올라가며 극장은 매우 초기 그리스 건물로 간주될 수 있다.

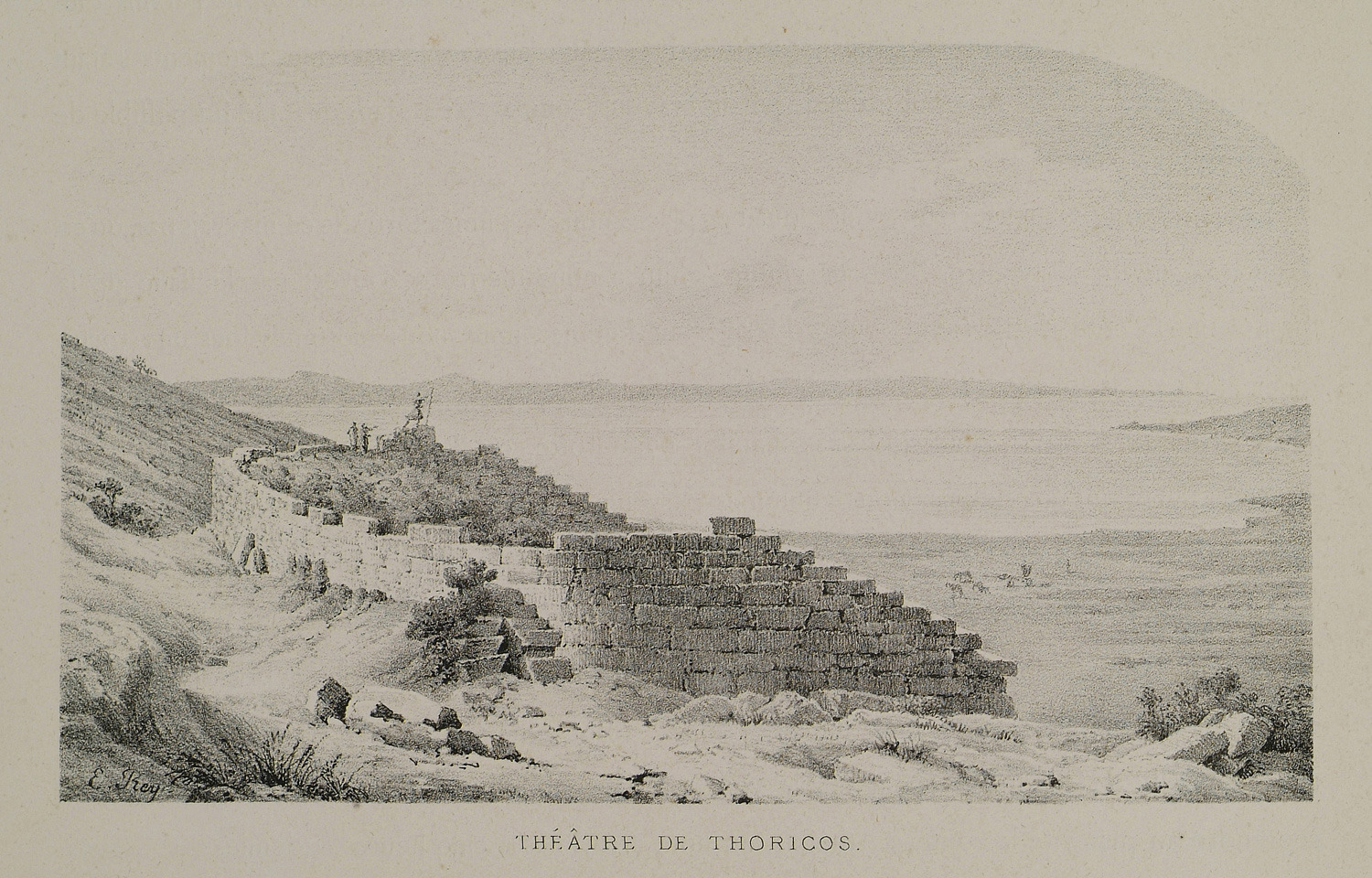
1840년대의 토리코스 극장

옛날에는 극장의 특수한 형태는 이 시기의 극장의 스타일이 완전히 확립되지 않았을 때 지어졌서 이렇게 만들어졌다고 알려져 있었다. 하지만 최근에는 이 모양이 극장의 스탠드가 건설된 후 가장 오래된 부분을 중심으로 단계적으로 확장되었다는 사실로 설명될 수 있다. 극장은 기원전 4세기의 고전 시대에 확장되었을 때 길어졌고, 중간에 BC 300년에 변경됐다. 극장의 고고학적 발굴은 아테네의 미국 고전 연구 학교가 1886년에 수행했다.

## 구조

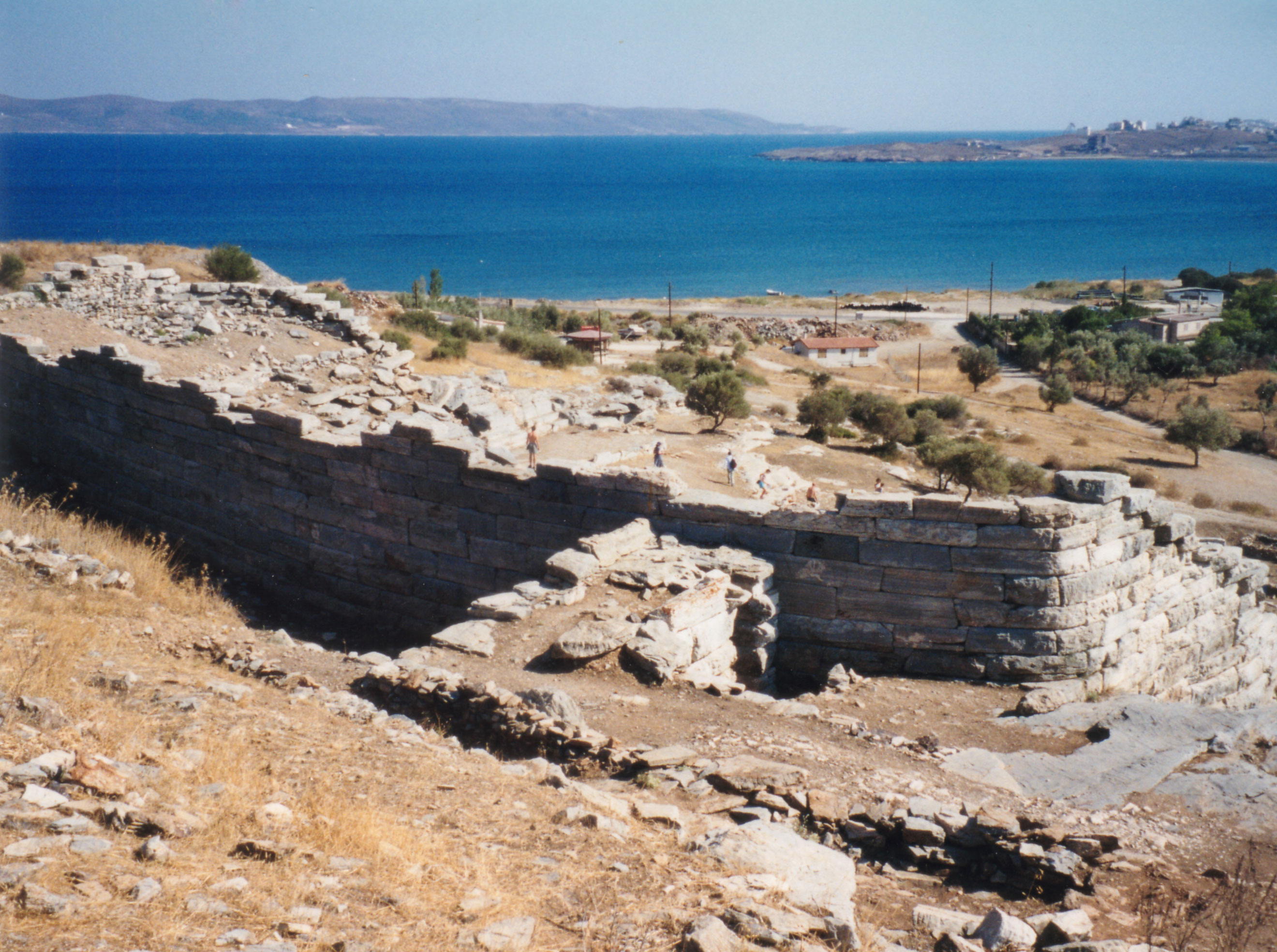
극장 뒷모습

극장의 폐허는 오늘 Velatoúri로 알려진 언덕의 남쪽 경사면에 있다. 극장 스탠드는 중앙이 길쭉하고 양쪽 끝이 굽는다. 남서쪽으로 열리고 너비는 약 55m이다. 극장의 오케스트라는 타원형이며 크기는 약 16 × 30미터 (약 443제곱미터)이다.

## 같이 보기
- 고대 그리스 건축
- 고대 그리스 연극
- 고대 그리스